# Andromède (Holmès)
Pour les articles homonymes, voir Andromède.
Andromède est un poème symphonique de la compositrice Augusta Holmès composé en 1883 et créé le 14 janvier 1900 aux Concerts Colonne à Paris.

## Contexte historique
L'œuvre est composée en 1883 en se basant sur le mythe d'Andromède, Augusta Holmès écrivant elle-même le texte de son poème symphonique. Elle est créée aux Concerts Colonnes le 14 janvier 1900.

## Structure
L'œuvre est en un mouvement et se base sur le poème d'Augusta Holmès :

« L'Oracle a prononcé. La royale victime,

La blanche Andromèda, liée au roc amer

Par les cruelles mains des Nymphes de la mer

Est livrée en pâture au Monstre de l'abime.

Dans l'ombre, les flots noirs se dressent, furieux,

Et la vierge au cœur pur, mêlant son cri sauvage

Aux hurlements de Poseidon, roi de l'orage,

Pleure sa belle vie en maudissant les dieux.

Dans sa paupière close, où se peint l'affreux rêve,

Elle voit le courroux d'Héra, l'enfantement

Du Dragon que vomit la mer, glauque, écumant,

Et dont l'énorme approche épouvante la grève.

Femme, lève les yeux ! Hors du profond azur,

De là-haut, de là-bas, hors de la nuit stellaire,

Une clarté se précipite vers la terre, 

Rapide comme un trait jailli d'un arc très sûr.

Plus près ! plus près ! semant des gerbes d'étincelles,

L'astre tombe à travers la nue ! O vision

Glorieuse et terrible ! O fulguration !

Eclairs d'épée ! appels joyeux ! battements d'ailes !

Casqué d'or, cuirassé de splendeurs, brandissant

Le glaive de Pallas, et chevauchant Pégase,

Devant la vierge aux yeux révulsés par l'extase,

Perseus libérateur s'abat, éblouissant !

Et le Monstre bondit, prit d'un hideux délire,

Sur le calme héros et son divin coursier !

Mais Pallas aiguisa le fer justicier,

Et l'Océan s'empourpre, et le Dragon expire.

Alors, pâle d'espoir, Andromède aux doux flancs,

Sous la nuit maintenant bleue et pleine d'étoiles,

Sent tomber les liens de son beau corps sans voiles

Qu'effleurent le Kronide avec des doigts tremblants.

Et le héros saisit la vierge, et sur les ailes

De Pégasos, l'emporte aux champs lointains du ciel

Où des fleurs de lumière et des flammes de miel

Couronnent les amants de clartés éternelles !

⁂

Âme humaine, arrachée aux cieux que tu pleuras,

De ton humanité captive torturée,

Crois en la liberté ! tu seras délivrée ;

Crois en la Vie ! et, dans ta Norme, tu vivras.

Car loin du gouffre où gronde un ressac de désastres,

Loin du monstre Douleur, dévorateur du Jour,

La Poésie ailée et l'immortel Amour

T'emporteront vers les vrais dieux, parmi les astres ! »

## Orchestration
| Cordes                                                                                             |
| -------------------------------------------------------------------------------------------------- |
| premiers violons, seconds violons, altos, violoncelles, contrebasses,                              |
| Bois                                                                                               |
| 1 petite flûte, 2 grandes flûtes, 2 hautbois, 1 cor anglais, 2 clarinettes en si bémol, 4 bassons, |
| Cuivres                                                                                            |
| 4 cors en fa, 4 trompettes en fa, 3 trombones, 1 tuba en ut,                                       |
| Percussions                                                                                        |
| 4 harpes, triangle, 2 timbales en sol et en ré, grosse caisse, cymbales                            |

## Critique
L'œuvre est jouée en 1900 à Paris. Le journal Angers-artiste décrit la pièce comme étant claire, chaude et inspirée, avec une orchestration très réussie. L'idée mélodique n'a rien de neuf, mais elle est puissante et touchante. L'auteur souligne notamment le solo de basse, qui est « au point de vue vocal, admirablement écrit », appréciant notamment le début, les différentes entrées des chœurs, et la conclusion, qui évoque selon lui « une lente et calme ascension vers la lumière ». Louis de Romain souligne cependant la parenté de la fin de l'œuvre avec le Parsifal de Wagner. De plus, le succès est dû entre autres au baryton-basse Francisque Delmas. La création est aussi rapportée dans Le Ménestrel, sous la plume d'Amédée Boutarel, rapprochant l'œuvre du Psyché de César Franck.

## Discographie
- Poèmes symphoniques : Andromède, Irlande, Pologne, Ouverture pour une comédie, La Nuit et l'Amour, Augusta Holmès, Deutsche Staatsphilharmonie Rheinland-Pfalz, direction de Samuel Friedmann, 1990-1992, Marco Polo, 223449